# 塞達
塞達是立陶宛的城市，位於馬熱伊基艾西南24公里，由特爾希艾縣負責管轄，海拔高度129米，市內有兩間教堂，2012年人口1,095，居民大多信奉天主教。